# Кьярелли, Питер
Пи́тер Уи́льям Кьяре́лли (англ. Peter William Chiarelli; род. 23 марта 1950, Сиэтл, Вашингтон) — четырёхзвёздный генерал армии США, 32-й и текущий заместитель начальника штаба армии США. Ранее служил командующим в Международных коалиционных силах в Ираке под командованием генерала Дж. У. Кейси. Был назначен на текущий пост 4 августа 2008 года.
Кьярелли стал 32-м заместителем начальника штаба армии США 4 августа 2008 года. Ранее он был старшим военным помощником министра обороны с марта 2007 по август 2008 года. Он родом из Сиэтла (Вашингтон) и является distinguished военным выпускником Сиэтлского университета. Генерал Кьярелли был произведён в должность младшего лейтенанта танковых войск в сентябре 1972 года. В течение карьеры служил в армейских подразделениях в Соединенных Штатах, Германии, и Бельгии. Командовал на каждом уровне от взвода до корпуса.
Кьярелли командовал механизированным батальоном пехоты в Форте Льюис (штат Вашингтон); механизированной бригадой пехоты в Форте Льюис; служил помощником по поддержке командира 1-й кавалерийской дивизии в Форте Худ (штат Техас), командующим генералом 1-й кавалерийской дивизии, командиром дивизии в Иракской войне, командующим генералом Международных коалиционных сил в Ираке.
Кьярелли имеет степень бакалавра наук Сиэтлского университета по политологии, получил степень магистра государственного и муниципального управления в Школе госуправления Д. Дж. Эванса в Вашингтонского университета, является обладателем степени магистра искусств в стратегии национальной безопасности, полученной в Университете Салве Регина. Он также является выпускником Военно-морского колледжа и Национального военного колледжа.